# Consell General de la Manche

Logo del Consell General

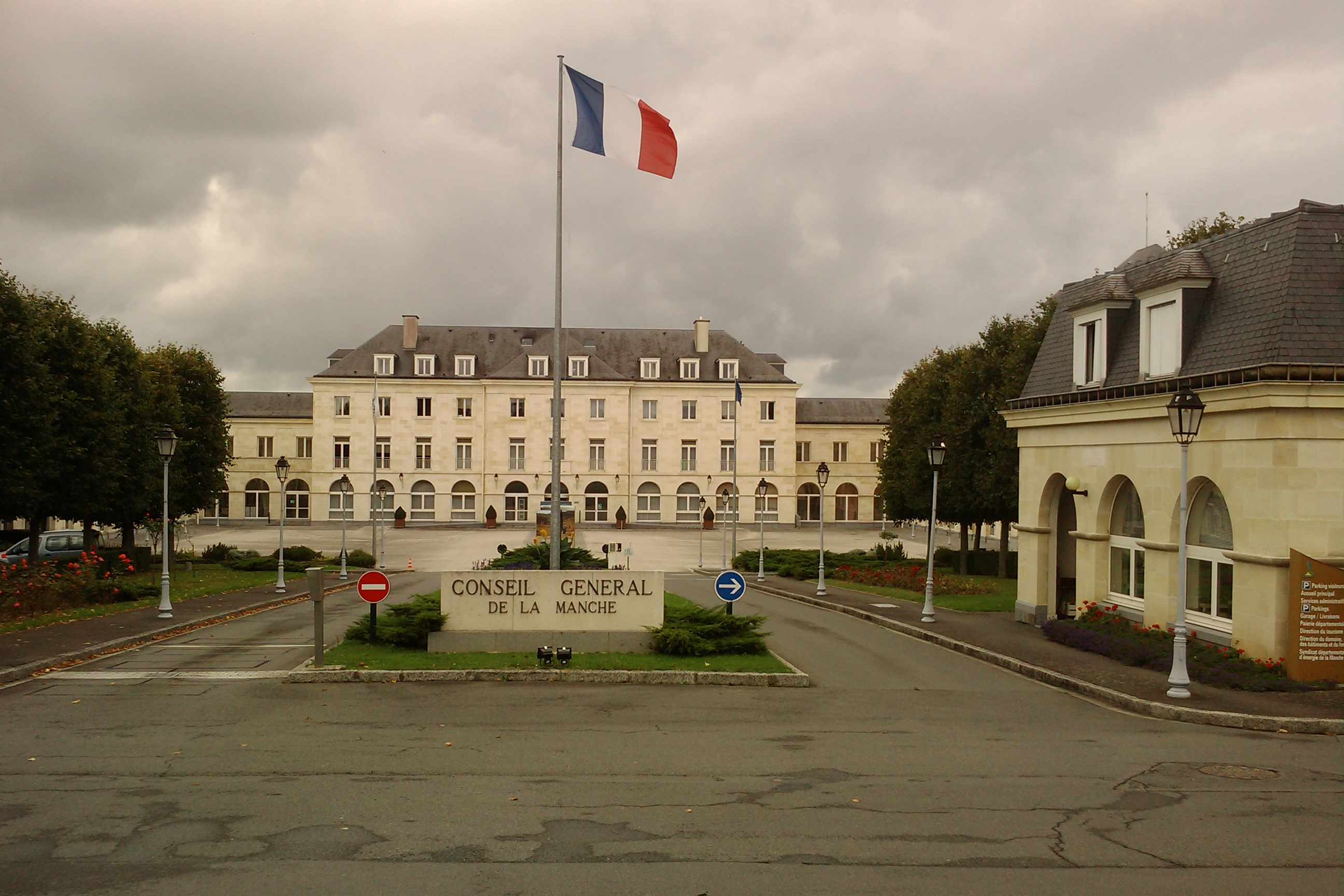
Seu del Consell General

El Consell General de la Manche és l'assemblea deliberant executiva del departament francès de la Manche, a la regió de Normandia.
La seu es troba a Saint-Lô i des de 1998 el president és Jean-François Le Grand (UMP).

## Presidents del consell
- 1834-1839 : Auguste-François Angot
- 1839-1844 : Léonor-Joseph Havin
- 1844-1848 :Frédéric Rihouet
- 1848: Pierre-Louis Clément
- 1848: Léonor-Joseph Havin
- 1849-1852 : Alexis de Tocqueville
- 1852-1854 : Urbain Le Verrier
- 1854-1857: Narcisse Vieillard
- 1858-1870 : Urbain Le Verrier
- 1870: Napoléon Daru
- 1871-1880 : François-Charles Hervé
- 1880-1882 : François-Charles Savary
- 1882-1888 : Émile-Louis Le Noël
- 1888-1922 : Hippolyte Morel
- 1922-1930 : Albert Le Moigne
- 1930-1935 : Émile Boissel-Dombreval
- 1935-1940: Charles Delagarde-Larosière
- 1941-1944: Henri Cornat (nomenat per la França de Vichy i destituït en l'Alliberament)[1]
- 1945-1946 : Daniel Cuche
- 1946-1968 : Henri Cornat
- 1968-1988 : Léon Jozeau-Marigné (RI-UDF)
- 1988-1998 : Pierre Aguiton (UDF)
- Des de 1998: Jean-François Le Grand (ex-UMP)

## Composició
El març de 2011 el Consell General de Manche era constituït per 52 elegits pels 52 cantons de la Manche.
| Partit                        | Sigles | Electes |
| ----------------------------- | ------ | ------- |
| Oposició (16 escons)          |        |         |
| Partit Socialista             | PS     | 11      |
| Divers gauche                 | DVG    | 4       |
| Moviment Demòcrata            | MoDem  | 1       |
| Majoria (36 escons)           |        |         |
| Unió pel Moviment Popular     | UMP    | 11      |
| Moviment Demòcrata            | MoDem  | 1       |
| Nou Centre                    | NC     | 2       |
| Divers Droite                 | DVD    | 22      |
| President del Consell General |        |         |
| Jean-François Le Grand (UMP)  |        |         |